# 湘潭医卫职业技术学院
湘潭医卫职业技术学院，原名湘潭职业技术学院，是一所普通高等职业学校，位于湖南省湘潭市。

## 历史沿革
学校源于1915年美国基督教长老会创办的广德高级护士职业学校。

## 教学院部
- 临床学院
- 护理学院
- 医学技术学院
- 医疗设备与管理学院
- 马克思主义学院
- 继续教育学院
- 医学基础与公共课部[1]

## 直属附属医院
湘潭市第三人民医院